# Bruno Bonhuil
Pas d'image ? Cliquez ici
Bruno Bonhuil, né le 3 janvier 1960 à Reims et mort le 19 novembre 2005 à Macao en Chine, est un pilote de moto français. Il est vice-champion du monde d'endurance moto en 1994 et 2002.

## Biographie
Vainqueur des 24 heures du Mans moto en 1991 et du Bol d'or en 1993, il participe à 39 grand prix du championnat du monde de vitesse moto en 500 cm³ et 24 en 250 cm³au cours de sa carrière. Il est également vice-champion du monde d'endurance en 1994 et en 2002.
Le 25 juin 1996, il bat le record de vitesse sur une moto électrique à 205 km/h sur le circuit de Reims.
Il trouve la mort à la suite d'une violente chute lors du warm up du Grand Prix moto de Macao.
Il est inhumé au Cimetière Paysager de la Neuvillette à Reims.

## Palmarès
- 1982 :
  - Vainqueur de la coupe Kawasaki 250 cm³.

- 1983 :
  - 6e des 24 heures du Mans moto (Honda).

- 1985 :
  - 3e du championnat d'Europe 250 cm³ (Yamaha).

- 1986-1989 :
  - GP 250 cm³ (championnat du monde 250 cm³).

- 1988 :
  - Champion de France open 250 cm³ (Honda  RS 250)[3].

- 1989 :
  - Crash au GP d'Allemagne (Hockenheim). Bilan : 14 fractures, 6 mois de rééducation et 4 mois d'arrêt. Ce crash cause la mort d'Ivan Palazzese lequel a été percuté par Bonhuil qui chute et est également percuté par d'autres pilotes .

- 1990 :
  - Championnat de France superbike, championnat du monde superbike (Honda RC 30).

- 1991 :
  - Championnat de France superbike, championnat du monde superbike (Yamaha).
  - 5e du championnat du monde d'endurance : vainqueur des 24 heures du Mans moto (Yamaha) avec Philippe Monneret et Rachel Nicotte, 3e des 24 Heures de Spa-Francorchamps moto et 6e du Bol d'or.

- 1992 :
  - 4e des 1000 Kilomètres de Carole.
  - 3e des 24 Heures de Spa-Francorchamps moto sur Yamaha.
  - 12e du Grand Prix d'Angleterre 500 cm³, championnat du monde de vitesse (ROC Yamaha).

- 1993 :
  - Vainqueur du Bol d'or (Suzuki officielle).
  - Championnat du monde de vitesse 500 cm³ (ROC Yamaha).

- 1994 :
  - Vice-champion du monde d'endurance (Suzuki officielle).
  - 3e des 24 heures du Mans moto, 2e des 24 Heures de Spa-Francorchamps moto, 4e du Bol d'or.
  - Championnat du monde de vitesse 500 cm³ (ROC Yamaha) 7 points.

- 1995 :
  - 4e du championnat du Monde d'endurance (Suzuki officielle)
  - Championnat du monde de vitesse 500 cm³ (ROC Yamaha) 5 points.

- 1996 :
  - 2e des 24 Heures de Spa-Francorchamps moto (Suzuki).
  - Championnat d'Europe 600 Supersport (Kawasaki ZX6R Magik moto).
  - 4 records du monde de vitesse avec une moto électrique (la "Jamais contente 2").

- 1997 :
  - 8e des 24 heures du Mans moto (Suzuki officielle).
  - 4e du Bol d'or (Suzuki officielle).
  - Vainqueur de la XJR Cup Yamaha 1 200 cm³.
  - Championnat de France et d'Europe 600 Supersport Magik moto.
  - Tourist Trophy de l'Île de Man (Honda 600 CBR).

- 1998 :
  - 2e du Bol d'or (Suzuki officielle).
  - 3e de la XJR Cup Yamaha 1 200 cm³ Open bike.
  - 10e du Championnat de France Stockbike (Kawasaki ZX9R Magik moto).
  - Tourist Trophy de l'Île de Man (Honda 600 CBR).

- 1999 :
  - 3e du championnat du Monde d'endurance.
  - Vainqueur des 24 Heures de Spa-Francorchamps moto (Suzuki Portugal).
  - 23e des 8 Heures de Suzuka (Honda RC45 Team Zongshen).
  - 7e des 24 Heures d'Oschersleben (Suzuki -Team Phase One).
  - 5e du Bol d'or (Suzuki  Portugal).
  - 7e du championnat de France Stocksport (Kawasaki ZX9R Magik moto).
  - Tourist Trophy de l'Île de Man Suzuki  GSXR 600.

- 2000 :
  - 4e du championnat de France Stocksport (Kawasaki ZX9R Magik Moto).
  - Championnat du Monde d'endurance : 4e des 24 Heures de Spa-Francorchamps moto, 9e du Bol d'or (Honda RC 45 Team Zongshen), 8 Heures d'Estoril, 24 Heures d'Oschersleben, 24 heures du Mans moto.
  - Tourist Trophy de l'Île de Man (Kawasaki 600 ZX6R).
  - 9e du Grand Prix de Macao (Honda RC 45 Team Zongshen).

- 2001 :
  - 5e du championnat de France Stocksport (Suzuki 1 000 GSXR).
  - Coupe du monde d'endurance superproduction : 8e aux 24 heures du Mans moto, 10e aux 6 Heures de Brno, 2e aux 6 Heures du Nürburgring, 4e au Bol d'or (Team Zongshen).

- 2002 :
  - Vice-champion du monde d'endurance avec le Team Zongshen.
  - Championnat de France Open : 7e Suzuki DG motos (Epernay 51), 2e au Mans.
  - 6e aux 24 heures du Mans moto.

- 2003 :
  - 5e Championnat du monde d'endurance avec le Team Zongshen ;
  - Vainqueur des 200 Miles d'Assen, 2e des 12 Heures d'Albacète, 2e des 6 Heures de l'A1 Ring, 4e des 24 heures d'Oschersleben.
  - Master Of Endurance : 9e des 24 heures du Mans moto (Honda National Moto).
  - Roadster Cup : 2e au Mans, 2 fois 3e à Spa, 2 fois 5e à Carole (Kawasaki Magik moto).
  - Tourist Trophy de l'Île de Man (Suzuki GSX R 600).
  - Moto Tour (Kawasaki Z 1 000 Magik Moto) 19e du général et 3e des spéciales circuit.

- 2004 :
  - Super Roadster Cup (Kawasaki Z-1 000) : 1er au Mans, 2 fois 1er à Carole, 2 fois 3e à Dijon.
  - Master Endurance Honda  National Motos Playstation (6e au scratch et 2e en Stocksport aux 24 heures du Mans moto).
  - Tourist Trophy de l'Île de Man (Honda  600 CBR team Martin Bullock Racing) 19e avec un tour à 185 km/h de moyenne.
  - Mondial endurance avec le team Zongshen (2e des 6 Heures de Zhuhai).
  - 13e du Moto Tour (Départ de Reims en octobre).

- 2005 :
  - Vainqueur de la Super Roadster Cup (Kawasaki Z-1 000).
  - 5e du Bol d'or.
  - 7e du Moto Tour (Team BB Voxan).

Source2002 champion du monde endurance